# Chara bimaculata
Chara bimaculata là một loài bướm đêm trong họ Noctuidae.